# Batracomorphus melampus
Batracomorphus melampus är en insektsart som beskrevs av Knight 1983. Batracomorphus melampus ingår i släktet Batracomorphus och familjen dvärgstritar. Inga underarter finns listade i Catalogue of Life.